# Faculdade Infnet
A Faculdade Infnet é uma instituição brasileira de ensino superior focada em tecnologia. Sediada no Rio de Janeiro, oferta cursos de graduação presenciais e a distância e pós-graduação a distância.
Os cursos são voltados para as engenharias tech, tais como Engenharia de Software, Engenharia da Computação, Engenharia de Dados e Inteligência Artificial, Engenharia de Redes e Segurança e Engenharia de Banco de Dados. Nas últimas décadas, foram mais de 30 mil alunos formados em todo o Brasil.
Em 2019, a instituição teve o seu ensino a distância recredenciado com nota máxima (5) pelo MEC (Ministério da Educação). Em 2024, teve também o seu ensino presencial recredenciado com nota máxima (5) pelo MEC. 

## História
A Faculdade Infnet, assim como a Faculdade ECDD, é parte do Instituto Infnet, uma instituição fundada em 1994, mesmo ano da popularização da Internet no Brasil.
Os primeiros cursos lançados pelo Instituto tinham como foco a capacitação profissional na Internet, ensinando as tecnologias e linguagens de programação consideradas novidades na época, como HTML, JavaScript, CGI/Perl, ColdFusion, Java, Netscape Communications Web Server, Netscape Proxy Server e o TCP/IP.
Seus fundadores, os professores Eduardo Ramos, Andre Kischinevsky e André Antunes, tiveram contato com a Internet ainda no período em que esta era limitada ao universo acadêmico. Com a implantação da RNP (Rede Nacional de Ensino e Pesquisa) onde estudavam, no IMPA (Instituto de Matemática Pura e Aplicada) e na PUC-Rio, eles acompanharam de perto as primeiras movimentações que levaram à popularização da Internet no Brasil. André Antunes e Andre Kischinevsky foram professores dos pioneiros cursos de Internet do Instituto Brasileiro de Análises Sociais e Econômicas (Ibase), instituição responsável pelo projeto que possibilitou a consolidação da Internet no Brasil.
Por conta disso, a instituição pôde contribuir de forma significativa para o desenvolvimento do mercado de tecnologias da Internet no país, ampliando o conhecimento acerca do assunto em seu período inicial. Em 1996, o Infnet lecionou o primeiro curso de Java do Brasil para um grupo das principais empresas de software do Rio de Janeiro, a Riosoft/Softex. No ano seguinte, lançou um programa de treinamento nacional para mais de 1.000 funcionários da Embratel nas 13 filiais pelo Brasil, que ajudou a formar a base profissional da principal empresa envolvida na disseminação comercial da Internet no país. Este treinamento também levou à criação do CD-Rom "O Poder da Tecnologia Internet na sua Empresa".
Neste mesmo período, o Instituto se tornou um Netscape DevEdge Gold Partner do Brasil. Em seguida, tornou-se um Microsoft Certified Technical Education Center (CTEC) e um Oracle Approved Education Center (OAEC) especializado em Java/Internet. Alguns de seus alunos se destacaram no mercado, como o caso de Edgard Nogueira, capa da revista Veja após criar um site de buscas avaliado em R$10 milhões em fevereiro de 2000.
Isso levou a instituição a ser reconhecida como um dos 5 melhores centros educacionais Microsoft na América Latina. Em 2002, o Instituto Infnet foi uma das três edtechs brasileiras selecionadas pela Endeavor, após um processo de seleção que envolveu mais de 300 empresas.
No início de 2005, o Instituto obteve do MEC a oficialização da sua atuação como faculdade. Assim, a Faculdade Infnet ganhou uma nova sede no Centro do Rio de Janeiro, próximo à estação Carioca, com laboratórios, biblioteca e auditório para seus alunos. Suas práticas pedagógicas foram norteadas pela preocupação em formar alunos para suprir a grande demanda por profissionais de tecnologia no mercado de trabalho.
Alguns dos primeiros cursos de graduação lançados foram Engenharia da Computação e Gestão da TI. Este último curso, especialmente, marcou o início do relacionamento próximo da Faculdade Infnet com o MEC. No ano de seu lançamento, o governo iniciou a padronização das graduações tecnológicas, convidando a instituição para participar da criação da graduação de Gestão da TI, uma área que não era de expertise das universidades públicas.
Em 2009, o MEC movimentou-se com o objetivo de solucionar um problema que persiste na educação superior brasileira ainda hoje: a variedade de denominações das graduações. Para isso, juntou comitês focados em diversas áreas de modo a elaborar um documento geral para padronização dos títulos de cursos de graduação no país. Por desentendimentos com o conselho federal de uma das áreas, entretanto, este documento nunca foi formalizado.
Com grande incentivo do professor André Antunes, membro do comitê de computação formado pelo MEC em 2009, o grupo uniu-se novamente, então, para a elaboração de um documento de regulamentação do curso de Engenharia de Software, algo que se perdeu com a dissolução do ofício original. Por reconhecer a importância da graduação para o mercado de software brasileiro, o comitê trabalhou por três anos para oficializar o documento junto ao MEC.
A partir disso, em 2016, o Infnet foi convidado para compor o comitê elaborador do bacharelado em Engenharia de Software. A instituição contribuiu para a criação do documento que norteia a matriz curricular do curso nos Referenciais de Formação para os Cursos de Graduação em Computação da SBC (Sociedade Brasileira de Computação).
Em 2019, a instituição foi avaliada com o conceito 5 na educação a distância pela comissão de recredenciamento do MEC.

## Ensino a distância
No ano 2000, o Infnet foi um dos pioneiros no EAD ao lançar o portal TI Master, uma plataforma de cursos online de tecnologia.
Em 2014, a faculdade iniciou a oferta de cursos de graduação e pós-graduação a distância, com aulas ao vivo ao invés de videoaulas gravadas.

## Estrutura
O prédio da Faculdade Infnet, localizado na Rua São José, é voltado para os cursos de graduação. Possui salas de aula em formato de laboratório, com um computador por aluno. A biblioteca detém um acervo bibliográfico com cerca de 20 mil livros e assinaturas digitais de centenas de periódicos das áreas de engenharias tech e negócios, disponíveis para os alunos presencialmente ou online.
Na biblioteca há, também, salas de estudo em grupo ou individual, uma sala multimídia, computadores para pesquisa e poltronas de leitura.

## Cursos
Em agosto de 2024, contava com os seguintes cursos:

### Engenharia e Desenvolvimento de Software
- Graduação em Engenharia de Software
- Graduação em Engenharia de Computação
- Graduação em Análise e Desenvolvimento de Sistemas
- Graduação em Tecnologia da Informação
- Pós-Graduação em Arquitetura de Software
- Pós-Graduação em Desenvolvimento Web Full Stack
- Pós-Graduação em Desenvolvimento Mobile: Android, iOS e Multiplataforma
- Pós-Graduação em Engenharia de Software com Java
- Pós-Graduação em Engenharia de Software com .NET

### Engenharia de Inteligência Artificial
- Graduação em Engenharia de Dados e Inteligência Artificial
- Pós-Graduação em Inteligência Artificial e Machine Learning

### Engenharia de Redes
- Graduação em Redes de Computadores
- Pós-Graduação em Engenharia de Redes
- Pós-Graduação em Cloud Computing, Virtualização e Conteinerização

### Engenharia de Cibersegurança
- Graduação em Segurança e Defesa Cibernética
- Pós-Graduação em Segurança da Informação

### Engenharia de Dados
- Graduação em Banco de Dados
- Pós-Graduação em Engenharia de Banco de Dados com Oracle, SQL Server e Cloud DB
- Pós-Graduação em Engenharia de Dados: Big Data

### Data Science, Data Analytics e BI
- Graduação em Ciência de Dados
- Pós-Graduação em Ciência de Dados

### Gestão da TI
- Pós-Graduação em Gestão de Projetos e Processos com PMI, Metodologias Ágeis e CBOK
- Pós-Graduação em Governança, Melhores Práticas e Gestão de TI

### Sistemas de Informação
- Pós-Graduação em Gestão de Sistemas de Informação com SAP

### Produtos Digitais
- Pós-Graduação em UX Design, Arquitetura da Informação e Usabilidade

### Marketing Digital
- Pós-Graduação em Tráfego Pago e Mídia Performance
- Pós-Graduação em Marketing de Conteúdo, SEO e Inbound Marketing

### Jogos Digitais
- Graduação em Jogos Digitais